# 相鉄ホテルマネジメント
株式会社相鉄ホテルマネジメント（そうてつホテルマネジメント、英: Sotetsu Hotel Management Co., Ltd.）は、相鉄グループに属するホテル運営会社である。相鉄ホールディングスの連結子会社である。
同じく相鉄グループに属する「横浜ベイシェラトン ホテル&タワーズ」は、別法人の相鉄ホテル株式会社が運営する。

## 概要
相鉄インとサンルートのホテル事業の承継を目的として、2017年（平成29年）7月14日に設立した。「相鉄ホテルズ」の名称でホテルチェーンを運営している。傘下のブランドには、「相鉄フレッサイン」「ホテルサンルート」「THE SPLAISIR（ザ・スプラジール）」「THE POCKET HOTEL BY SOTETSU」がある。

### 相鉄フレッサイン
2006年（平成18年）に、運営会社の相鉄イン株式会社を設立した。民鉄系のビジネスホテルとしては比較的新しいブランドである。大都市圏を中心に宿泊特化型ホテルを展開するほか、内装や調度品にこだわった格上のホテル「相鉄グランドフレッサ」も展開する。

### ホテルサンルート
1970年（昭和45年）に創業し、日本交通公社と株式会社第一ホテルが合弁で設立した株式会社サンルートが運営していた。2014年（平成26年）9月1日に、ジェイティービーが保有する株式を相鉄ホールディングスへ譲渡した。以後、相鉄は直営ホテルを「相鉄フレッサイン」と「相鉄グランドフレッサ」に置換している。

### THE SPLAISIR（ザ・スプラジール）
2018年（平成30年）2月から展開しているブランドで、相鉄グループが直営で運営する海外ホテルのほか、日本国内の宿泊特化型ホテルのアッパーブランドにも用いる方針である。
2024年（令和6年）6月、THE YOKOHAMA FRONT内に日本国内初出店となる「相鉄ホテルズ ザ・スプラジール 横浜」を開業した。

### ザ・ポケットホテル
2018年（平成30年）10月から展開しているブランドで「THE POCKET HOTEL BY SOTETSU」と称する。個室簡易型ホテルとして価格やサービスはビジネスホテルとカプセルホテルの中間に設定している。客室は施錠可能な個室で、トイレやシャワールームを共用する。

## 沿革
- 2006年（平成18年）6月2日 - 相鉄イン株式会社設立。
- 2007年（平成19年）12月1日 - 相鉄フレッサイン一号店の「相鉄フレッサイン 鎌倉大船」が開業。
- 2012年（平成24年）11月1日 - 東電不動産より、ホテル事業（トレストイン）を譲受け。
- 2017年（平成29年）
  - 7月14日 - 株式会社相鉄ホテルマネジメント設立。
  - 10月1日 - 相鉄インとサンルートのホテル事業を、相鉄ホテルマネジメントへ吸収分割。
- 2018年（平成30年）
  - 2月15日 - THE SPLAISIR一号店の「ザ・スプラジール ソウル明洞」が開業[2]。
  - 10月15日 - ザ・ポケットホテル1号店の「THE POCKET HOTEL 京都四条烏丸」を開業[5]。

## 運営ホテル

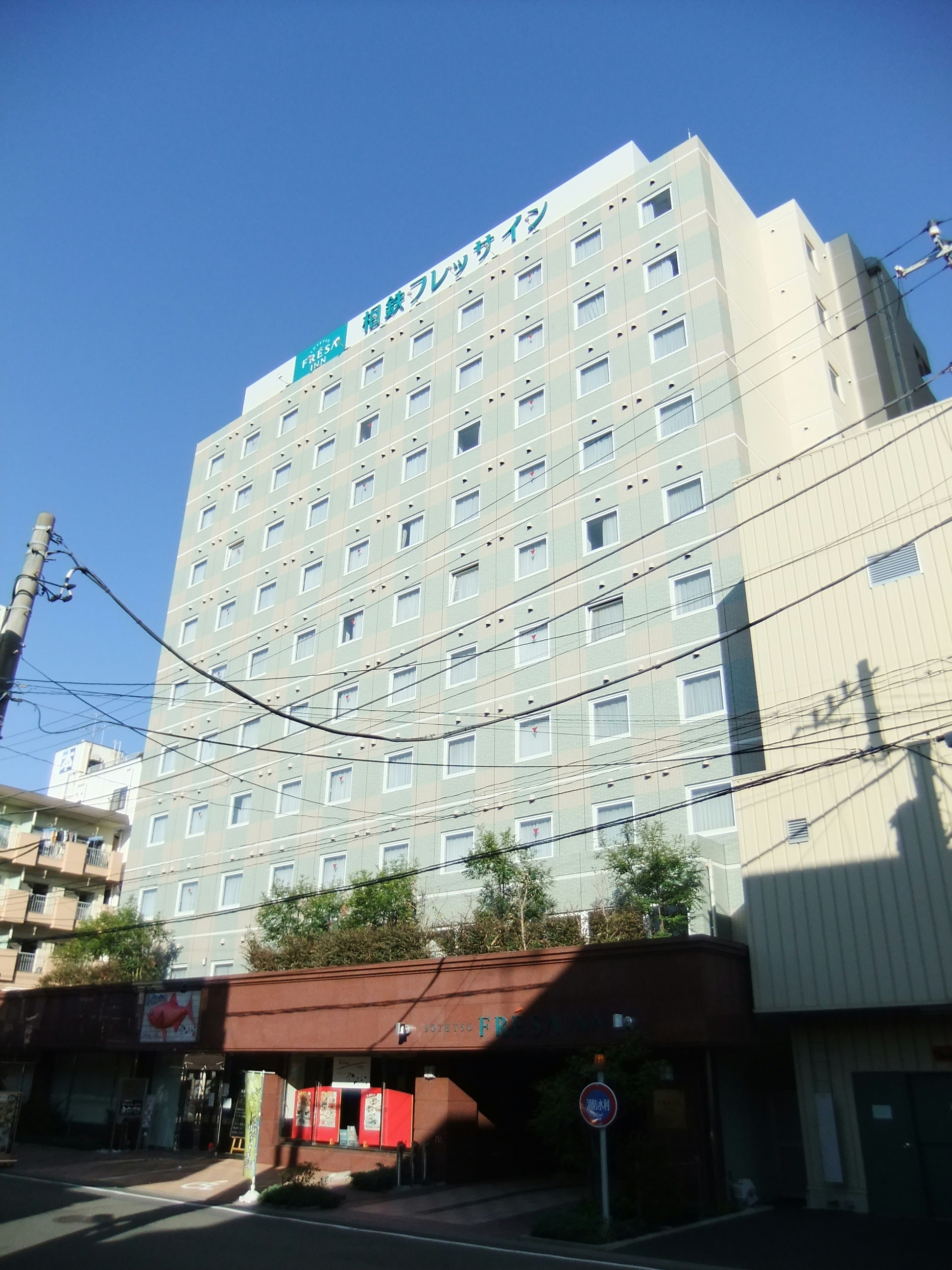
相鉄フレッサイン 藤沢湘南台

### 相鉄フレッサイン
宮城県
- 相鉄フレッサイン 仙台（仙台市青葉区）
2022年（令和4年）7月1日開業[6]。

千葉県
- 相鉄フレッサイン 千葉柏（柏市）
2012年（平成24年）4月1日開業。

東京都
- 相鉄フレッサイン御茶ノ水神保町（千代田区）
2015年（平成27年）2月1日開業。
- 相鉄フレッサイン東京神田（千代田区）
2018年（平成30年）3月15日開業[7]。
- 相鉄フレッサイン神田大手町（千代田区）
2020年（令和2年）9月16日開業。

- 相鉄フレッサイン東京京橋（中央区）
2011年（平成23年）12月1日開業。
- 相鉄フレッサイン日本橋人形町（中央区）
2013年（平成25年）1月7日開業。
- 相鉄フレッサイン日本橋茅場町（中央区） - 旧「トレストイン日本橋」
2013年（平成25年）4月1日開業。
- 相鉄フレッサイン銀座三丁目（中央区）
2017年（平成29年）12月1日開業[8]。
- 相鉄フレッサイン銀座七丁目（中央区）
2016年（平成28年）10月1日開業[9]。
- 相鉄フレッサイン浜松町大門（港区）
2011年（平成23年）11月21日開業。
- 相鉄フレッサイン 浜松町大門駅前（港区）
2022年（令和4年）1月26日開業[10]。

- 相鉄フレッサイン東京赤坂（港区） - 旧「チサングランド赤坂」
2011年（平成23年）12月20日開業。2019年（平成31年）2月15日に「ホテルグランドフレッサ赤坂」よりリブランド[11]。
- 相鉄フレッサイン新橋日比谷口（港区）
2013年（平成25年）2月1日開業。全館禁煙の別館が2016年（平成28年）10月1日に開業[9]。
- 相鉄フレッサイン新橋烏森口（港区）
2019年（平成31年）4月23日「ホテルサンルート新橋」からリブランド。
- 相鉄フレッサイン東京田町（港区） - 旧「トレストイン田町」
2013年（平成25年）6月1日開業。
- 相鉄フレッサイン東京六本木（港区）
2017年（平成29年）10月10日開業[12]。
- 相鉄フレッサイン東新宿駅前（新宿区）
2019年（令和元年）12月11日「ホテルサンルート東新宿」からリブランド。
- 相鉄フレッサイン上野御徒町（台東区）
2017年（平成29年）11月10日開業[13]。
- 相鉄フレッサイン東京錦糸町（墨田区）
2017年（平成29年）12月10日開業[8]。
- 相鉄グランドフレッサ東京ベイ有明（江東区）
2019年（令和元年）9月11日「ホテルサンルート有明」からリブランド。
- 相鉄フレッサイン東京東陽町駅前（江東区） - 旧「東陽町ビスタホテル」
2012年（平成24年）12月1日開業。
- 相鉄フレッサイン東京蒲田（大田区） - 旧「三井ガーデンホテル蒲田」
2013年（平成25年）9月12日開業。

神奈川県
- 相鉄フレッサイン横浜桜木町（横浜市中区）
2013年（平成25年）3月1日開業。
- 相鉄フレッサイン横浜戸塚（横浜市戸塚区）
2010年（平成22年）4月1日開業。
- 相鉄フレッサイン川崎駅東口（川崎市川崎区）
2019年（平成31年）2月15日「ホテルサンルート川崎」からリブランド。
- 相鉄フレッサイン鎌倉大船駅笠間口（鎌倉市）
2007年（平成19年）12月1日開業。相鉄フレッサイン一号店。2019年（令和元年）7月8日に「相鉄フレッサイン鎌倉大船」より改称。
- 相鉄フレッサイン鎌倉大船駅東口（鎌倉市）
2019年（令和元年）11月1日開業。
- 相鉄フレッサイン藤沢湘南台（藤沢市）
2008年（平成20年）10月25日開業。
- 相鉄フレッサイン藤沢駅南口（藤沢市）
2014年（平成26年）10月1日開業[14]。2024年3月末で閉館予定[14]。
- 相鉄フレッサイン横浜駅東口（横浜市神奈川区）
2020年（令和2年）10月25日開業

長野県
- 相鉄フレッサイン長野駅善光寺口（長野市）
2019年（平成31年）3月27日「ホテルサンルート長野」からリブランド。
- 相鉄フレッサイン長野駅東口（長野市）
2020年（令和2年）2月12日「ホテルサンルート長野東口」からリブランド。
- 相鉄フレッサイン長野上田駅前（上田市）
2019年（平成31年）3月26日「ホテルサンルート上田」からリブランド

愛知県
- 相鉄フレッサイン名古屋駅桜通口（名古屋市中村区）
2020年（令和2年）2月1日開業。1階にミスタードーナツがテナントとして入っており、ホテル宿泊後に朝食利用も可能。
- 相鉄フレッサイン名古屋駅新幹線口（名古屋市中村区）
2021年（令和3年）10月1日開業。

京都府
- 相鉄フレッサイン京都四条烏丸（京都市下京区）
2017年（平成29年）4月1日開業[15]。
- 相鉄フレッサイン京都駅八条口（京都市南区）
2017年（平成25年）4月15日開業[15]。

大阪府
- 相鉄フレッサイン大阪淀屋橋（大阪市中央区）
2018年（平成30年）4月28日開業。
- 相鉄フレッサイン大阪心斎橋（大阪市中央区）
2018年（平成30年）11月10日開業[16]。
- 相鉄グランドフレッサ大阪なんば
2019年（令和元年）6月20日「ホテルサンルート大阪なんば」からリブランド。
- 相鉄フレッサイン大阪なんば駅前
2019年（令和元年）7月25日開業。

兵庫県
- 相鉄フレッサイン神戸三宮（神戸市中央区)）
2019年（令和元年）5月15日開業。

広島県
- 相鉄フレッサイン広島駅前（広島市南区）
2021年（令和3年）7月27日開業。

大韓民国
- 相鉄フレッサインソウル明洞（ソウル特別市中区）
2019年10月1日開業。

タイ王国
- 相鉄グランドフレッサ サイゴン
2023年（令和5年）7月6日開業[17]。

### THE SPLAISIR（ザ・スプラジール）
大韓民国
- ザ・スプラジール ソウル明洞 （ソウル特別市中区）- 旧「ゴールデンチューリップＭホテル」
2018年2月15日開業[2]。Sotetsu International Korea Co., Ltd.（株式会社相鉄インターナショナル韓国）による運営。
- ザ・スプラジール ソウル東大門（ソウル特別市中区） - 旧「KYヘリテージホテル東大門」
2018年7月1日開業（リブランド）。アセンダスコリアホスピタリティ第1号専門投資型私募不動産投資が所有するホテル物件を、相鉄インターナショナル韓国が賃借し、自社ブランドで運営。

### ザ・ポケットホテル
京都府
- THE POCKET HOTEL 京都四条烏丸（京都市中京区） 
2018年（平成30年）10月15日開業

- THE POCKET HOTEL 京都烏丸五条（京都市下京区）
2020年（令和2年）9月18日開業

## 開業予定のホテル
相鉄グランドフレッサ
- 相鉄グランドフレッサ 台北西門 - 2023年春 [18]
- （仮称）相鉄グランドフレッサ バンコク - 2024年春